# Fondo perduto
La locuzione a fondo perduto ha significati differenti in diritto ed in finanza.

## Il fondo perduto nel diritto
In diritto si definisce a fondo perduto, o a capitale perduto, un tipo di alienazione il cui prezzo consiste in una rendita vitalizia o comunque in una prestazione vitalizia che l'acquirente garantisce al venditore; questa definizione del Cattaneo porta per fonte il Merlin, Vendita a fondo perduto, ma in altri commenti il medesimo autore distingue fra "alienazione a rendita vitalizia", "alienazione a fondo perduto" e "alienazione con riserva d'usufrutto". Nell'anzidetto senso usa la locuzione il Troplong, a proposito dello scioglimento della comunione nel matrimonio: come alienazione contro corresponsione di rendita vitalizia.
L'espressione, oggi disusata, fu introdotta con la ricezione del Code Napoléon negli ordinamenti vigenti nella Penisola. Nel nuovo Codice Civile del Regno d'Italia promulgato il 25 giugno 1865, ricorre all'art. 811 a proposito dell'imputazione del valore della piena proprietà di beni alienati a capitale perduto o con riserva di usufrutto. Il "fondo perduto" è stato del resto oggetto di contese dottrinali in ordine alla sua qualificazione ai fini successori e comunisti, sia per la trasmissibilità agli eredi, sia per il già menzionato scioglimento di comunione.
Correntemente l'espressione ricorre invece diffusamente in diritto societario, a proposito dei versamenti effettuati dai soci in conto capitale o appunto a fondo perduto. In questo senso la qualificazione del versamento come "negozio gratuito atipico" sostenuta ad esempio dal Busi, è contestata da coloro come il Trimarchi che dubitano piuttosto del carattere di gratuità in caso di venuta ad evidenza della causa societatis.

## Il fondo perduto nella finanza
In finanza si definisce a fondo perduto un intervento finanziario caratterizzato dall'erogazione di un capitale del quale non si richiederà la restituzione. Ove accomunato, anche solo per i contesti di riferimento, ad interventi di finanziamento o di prestito (in genere ad interesse), si differenzia da questi poiché non solo il beneficiario non è tenuto alla corresponsione di interessi, ma può addirittura ritenere integralmente lo stesso capitale (fondo) erogatogli, che dunque l'erogante metterà a bilancio come "perduto".
Secondo un'altra definizione, infatti, questi interventi sono prestiti per i quali il finanziatore consente, a determinate condizioni, a rinunziare al rimborso del prestito.
In genere questi interventi sono operati da enti pubblici o da istituti di credito (tipicamente per conto di enti pubblici, quindi per loro delega) in favore di determinate categorie di cittadini o aziende. L'erogante è perciò più spesso un "erogante pubblico", che agisce in funzione ed in ragione di esecutore di disposizioni normative dettate da accoglimento di istanze sociali o indicazioni economiche generali. Ma non manca la figura dell'"erogante privato", che trae le sue motivazioni da altre possibili cause (si pensi al caso delle fondazioni ed associazioni assistenziali che per il perseguimento dei propri scopi trovino nell'intervento a fondo perduto una forma di raggiungimento di questi).
La funzione dell'intervento a fondo perduto è infatti classicamente quella di conferire un aiuto economico concreto al beneficiario (più spesso ad una categoria di beneficiari) quando questo supporto finanziario risponda ad utilità maggiore od a dovere sociale o morale dell'erogante. L'erogante privato potrebbe ad esempio ricavare maggior vantaggio da conseguenze indirette dell'irrobustimento (o ripianamento) del capitale del beneficiario (il quale potrebbe, col suo prevedibile investimento, influire positivamente su flussi o direttamente mercati specifici), mentre l'erogante pubblico solitamente dà concreta applicazione a quanto ritenuto socialmente utile o dovuto nei riguardi di dati soggetti. Ad esempio in caso di mercati settoriali stagnanti, nei quali gli investimenti delle imprese siano limitati causando flessione dei capitali circolanti, gli interventi a fondo perduto rispondono all'esigenza (che è di vantaggio generale in economie di mercato) di sollecitare la rivitalizzazione del mercato stesso; uno stato destina quindi a determinate categorie di determinati comparti produttivi quote di fondi disponibili affinché attraverso il loro reinvestimento le imprese del settore possano ripristinare un adeguato volume di scambi. Analoghi obiettivi possono essere perseguiti anche per il rilancio di aree territorialmente definite, inquadrando le categorie di possibili beneficiari per criteri geografici (ad esempio ciò che in Italia fu oggetto di contribuzione a fondo perduto per il tramite della Cassa per il Mezzogiorno) o a condizioni differenziate a seconda dell'ubicazione (ad esempio, sempre in Italia, come previsto dalla legge 488/1992).
Per queste ragioni, gli interventi a fondo perduto possono infatti essere soggetti a condizione: l'erogante può condizionare l'intervento indicando i soli usi possibili del capitale concesso, nonché riservarsi facoltà di controllo e verifica dell'effettivo utilizzo, ed anche richiedere l'annullamento dell'intervento e la restituzione del capitale in caso di utilizzi diversi da quelli oggetto della condizione.
Sebbene l'intervento assuma spesso molte forme esecutive tipiche degli interventi di credito (richiesta, istruttoria, delibera, erogazione), tecnicamente non si tratta di un credito appunto per la mancanza di obbligazioni da parte del beneficiario, in capo al quale è ascritto il solo diritto di percepirlo e, non essendovi altre obbligazioni, è discusso se il rapporto fra erogante e beneficiario possa definirsi contrattuale. In Italia, ad esempio, gli interventi a fondo perduto non sono soggetti ad imposta sul valore aggiunto mancando proprio il sinallagma (rapporto fra prestazione e controprestazione) che costituisce uno dei presupposti dell'applicabilità dell'imposta. E ciò anche nel caso di erogazioni condizionate.
L'intervento a fondo perduto si avvicina del resto all'elargizione liberale (donazione), ma ancora se ne distingue per la qualità del beneficiario, che è in genere un soggetto economico, e comunque per il carattere non individuale del rapporto. Questo genere di interventi incontra proprio per questo ragioni di opposizione nei sistemi di libero mercato quando possa ravvisarsi una sperequazione dei contesti operativi: specialmente per effetto della globalizzazione dei mercati, l'intervento a fondo perduto può influire sulla corretta concorrenza fra imprese operanti sul medesimo mercato ma sottoposte a regimi differenti e delle quali alcune sono perciò favorite dall'intervento, a scapito di altre che non lo percepiscono magari per la diversa nazionalità. L'Unione europea, che proprio nella forma del contributo a fondo perduto ha copiosamente finanziato e sovvenziona stati, imprese e cittadini, vieta ad esempio agli stati membri di operare con aiuti di stato all'economia delle imprese, se questi aiuti risultano distorsivi della concorrenza, possono incidere sugli scambi fra stai membri ed hanno natura selettiva (destinandosi cioè al supporto di alcune imprese o di alcune produzioni).
Sotto un altro aspetto, le contribuzioni a fondo perduto sono oggetto di contestazione a causa dell'uso distorto che, quando siano carenti o inefficaci le condizioni poste per l'erogazione o le successive verifiche, potrebbe farsi del denaro pubblico. Ciò anche come distorsione della mentalità d'impresa: per il caso della Calabria, Giovanni Anania sottolinea come le imprese «mirano molto spesso alla massimizzazione dei finanziamenti pubblici piuttosto che al successo del progetto. Si comprende così il fallimento di molte imprese che sono nate in seguito all'erogazione di agevolazioni finanziarie pubbliche.» In Italia l'incidenza della disponibilità e del ricorso a contributi a fondo perduto è peraltro assai diversificata fra il Meridione e la restante parte del paese: nel 1994 le piccole imprese vi coprivano il 19,1% del finanziamento degli investimenti fissi, mentre le piccole imprese del Centro e del Nord vi si affidavano solo per lo 0,8%.
Il finanziamento e i contributi a fondo perduto, operazione analoga al finanziamento a tasso agevolato e ad altre forme di contributo o sovvenzione (non ultimi lo sconto fiscale e il credito d'imposta), è infatti spesso concesso su base percentuale rispetto agli importi di investimenti in progetto; negli ultimi anni sono spesso stati considerati ammissibili al contributo i progetti di realizzazione di impianti e infrastrutture in settori tecnologicamente d'avanguardia (ad esempio per l'informatizzazione e per la produzione di energie alternative).